# Isaac Ouwater
Isaac Ouwater o Isaak Ouwater o Isaac Ouwater de Jonge (1748, Ámsterdam - 1793, Ámsterdam) fue un pintor y diseñador holandés, considerado como un maestro en el género de los paisajes urbanos.

## Biografía
Es hijo de Isaac Ouwater y Margaretha van den Berg. Fue bautizado en el Amstelkerk de Ámsterdam el 31 de julio de 1748 y sus padres se casaron en 1751. De 1752 a 1754, la familia vivió en La Haya.

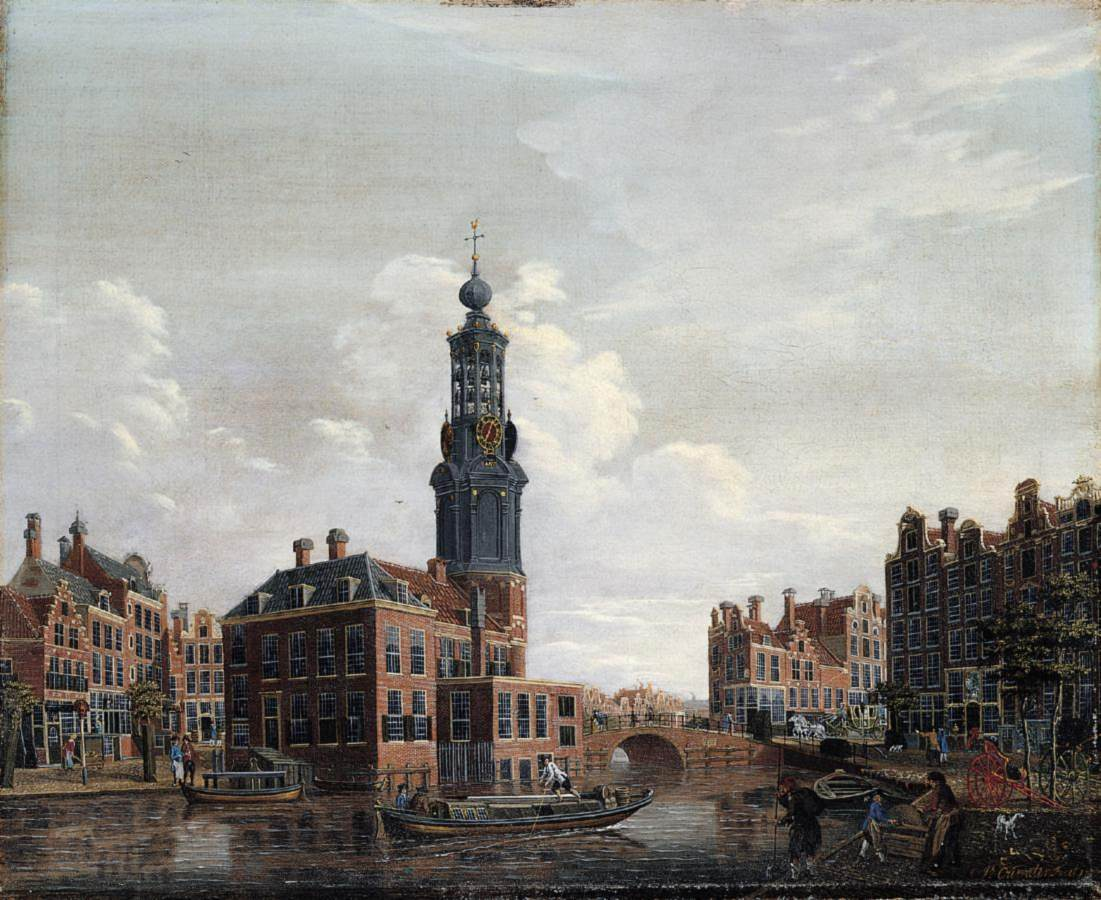
Vista del canal de Singel con la Munttoren en Ámsterdam

El padre de Isaac se lamaba Jacobus Isaac Ouwateres y era un pintor de paisajes y naturalezas muertas. Probablemente Isaac estudió primero con su padre. Se especializó en paisajes urbanos topográficamente precisos, que reflejan la influencia del pintor del siglo XVII Jan van der Heyden.
Isaac Owater vivió y trabaja principalmente en Ámsterdam, aunque también realizó obras en ciudades de la región como Utrecht, Haarlem, Delft, La Haya, Leiden, Hoorn y Encusa.  Realizó la mayoría de su obra, que no es muy numerosa, entre 1776 1789. Realizó algunos paisajes rurales en el Vecht y en la Provincia de Güeldres.
En 1772 se casó con Anna Louisa Charlotte Dorensia y tuvieron seis hijos. Murió en 1793 y fue enterrado el 4 de marzo en Nieuwe Kerk en Ámsterdam.